# ازگیل (سرده)
ازگیل (نام علمی: Mespilus) نام یک سرده از زیرخانواده مالوئیده است.